# Crambus harrisi
Crambus harrisi là một loài bướm đêm trong họ Crambidae.